# 山梨県
山梨県（やまなしけん）は、日本の中部地方（甲信越地方）に位置する県。県庁所在地は甲府市。
隣接する関東地方とともに首都圏整備法における首都圏の一角を成す。令制国の甲斐国（別称:甲州）に相当する。

## 概要
南に富士山、西に赤石山脈（南アルプス）、北に八ヶ岳、東に奥秩父山地など、標高2,000 m〜3,000mを超す山々に囲まれる。島国の日本において、海に全く面しない数少ない内陸県である。山梨県の面積は全国32位であるが、その8割を山岳地が占めるため可住地面積は全国45位である。
周辺地域とは、往来が比較的容易で交通路も整備されている東京都（島嶼部を除く）、神奈川県津久井地区、長野県中・南信地方、静岡県大井川以東の三方との交流が、古くから盛んである。又、埼玉県秩父地方との境は奥秩父山塊に隔てられているが、1998年の国道140号雁坂トンネル開通により、山岳部の踏破だけでなく自動車やバスでの直接往来が可能となった。関東甲信越（広域関東圏）の一つであり、国土交通省の関東地方整備局など省庁の地方支部局（出先機関）では管轄が関東地方とともに包括されることが多い。
「山梨」の県名は律令制下の甲斐四郡の一つである「山梨郡」に由来し、県名は1871年（明治4年）7月の廃藩置県に際して、旧甲斐国一国が甲府県を経て「山梨県」に改称された。山梨郡は県庁所在である甲府が属している郡域であるが県名の改称理由は不明で、明治新政府による幕藩時代との断絶が意図されていた可能性が考えられている。「山梨郡」は本来は甲斐一国を意味する呼称ではないため、明治時代初期には新県名が浸透せず、政治団体やその機関誌などでは県域を指す地域呼称として「峡中」が用いられた。現在では「山梨」が県域全体を指す呼称として定着している。

## 地理・地域

### 広袤
国土地理院の全国都道府県市区町村別面積調によると、山梨県の面積は4465.27平方キロメートルである。
国土地理院地理情報 によると、山梨県の東西南北それぞれの端は以下の位置である。加えて、および県境未確定地域に仮の境界線を入れて求めた重心も併記する。また統計局の令和2年国勢調査によると、人口重心は笛吹市石和町小石和付近にある。
| 重心 北緯35度36分56秒 東経138度36分31秒 / 北緯35.61556度 東経138.60861度  | 北端 北緯35度58分18秒 東経138度22分23秒 / 北緯35.97167度 東経138.37306度 ↑          | 人口重心 北緯35度37分35.97秒 東経138度37分12.79秒 / 北緯35.6266583度 東経138.6202194度 |
| 西端 北緯35度42分52秒 東経138度10分49秒 / 北緯35.71444度 東経138.18028度← | 山梨県庁舎所在地 北緯35度39分50秒 東経138度34分6秒 / 北緯35.66389度 東経138.56833度 | 東端 →北緯35度37分00秒 東経139度8分4秒 / 北緯35.61667度 東経139.13444度                |
|                                                                           | ↓ 南端 北緯35度10分6秒 東経138度29分28秒 / 北緯35.16833度 東経138.49111度           |                                                                                        |

### 地形
- 盆地：甲府盆地
- 山地：赤石山脈、身延山地、奥秩父山地、天子山地、丹沢山地、関東山地、御坂山地
- 山：富士山、北岳、甲斐駒ケ岳、八ヶ岳、茅ヶ岳、身延山、金峰山、甲武信ヶ岳、大菩薩嶺
- 丘陵：曽根丘陵、七里岩
- 川：富士川、釜無川、笛吹川、早川、桂川、道志川、丹波川、荒川
- 湖：精進湖、本栖湖、山中湖、河口湖、西湖、四尾連湖、千代田湖
- 峠：雁坂峠、大菩薩峠、笹子峠、籠坂峠、柳沢峠、御坂峠、夜叉神峠、信州峠

山梨県は急峻な地形であり、花崗岩が風化した脆い真砂土の堆積地も多いために、水をどのように治めるかが政治指導者の課題であった。県内各地に信玄堤と呼ばれる治水遺構が多くあるのはこの歴史的特性による。

### 自然公園
- 国立公園
  - 富士箱根伊豆国立公園、秩父多摩甲斐国立公園、南アルプス国立公園
- 国定公園
  - 八ケ岳中信高原国定公園
- 県立自然公園
  - 四尾連湖県立自然公園、南アルプス巨摩県立自然公園

### 気候と植物相
中央高地式気候を呈しているが、山地によって隔てられる地域差も大きい。また、盆地部は夏の暑さが顕著であるが、冬は緯度や標高を考慮すると比較的温暖で朝晩の冷え込みが厳しいものの晴天が多いために日中の気温は上がりやすい。これは、周囲の標高の高い山脈によって北や西からの寒気を遮ることが多くなるためであり、関東平野と同じく寒気の流入が遅れやすい。特に、年間を通して最高気温が高くなる傾向にあり、南部町では1月を除いてすべて夏日（25度以上）の記録がある。
冬の季節風（八ヶ岳おろし）が強いが、降雪は豪雪地帯の南アルプス市（旧芦安村）と早川町を除いてわずか。また、夏は標高の割に最低気温が高くなり、6 - 8月の最低気温の月平年値は熊谷や東京など標高の低い平野部とほぼ変わらなくなる。年降水量が少なく日照時間が長いが、台風の通過経路でもあり、しばしば集中豪雨に見まわれる。その為、沼地の多い中巨摩地域では、舟を所有していた家も多かった。山麓地域では盆地部より気温が冷涼かつ1日の気温差が大きく、降水量も多い。このため、盆地周縁では冷涼な気候に向いた葡萄の栽培が盛んである。
植物相は盆地部で落葉広葉樹林、山岳部では亜高山・高山帯の植生。また、富士川下流域の河内地方は温暖多雨であり太平洋側気候にかなり近く、潜在自然植生で常緑広葉樹林。
富士山の山頂は最暖月平均気温が6.0℃でケッペンの気候区分ではツンドラ気候となっている。また、清里のある八ヶ岳山麓、青木ヶ原樹海や富士五湖周辺の富士山北麓などの標高1,000mを超える高原地域は亜寒帯湿潤気候（Dfb）に属し、冬の寒さは非常に厳しく厳寒期には-20度を下回るが、夏は冷涼で避暑地となるなど北海道に似た気候である。
| 平年値 （月単位） | 平年値 （月単位） | 国中地方・中西部 | 国中地方・中西部 | 国中地方・中西部 | 国中地方・中西部 | 国中地方・中西部 | 国中地方・中西部 | 郡内地方・東部富士五湖 | 郡内地方・東部富士五湖 | 郡内地方・東部富士五湖 | 郡内地方・東部富士五湖 | 郡内地方・東部富士五湖 |
| 平年値 （月単位） | 平年値 （月単位） | 北杜市 大泉      | 韮崎             | 甲府             | 甲州市 勝沼      | 身延町 切石      | 南部             | 甲府市 古関            | 大月                   | 富士河口湖町 河口湖    | 山中湖村 山中          | 富士山                 |
| ----------------- | ----------------- | ---------------- | ---------------- | ---------------- | ---------------- | ---------------- | ---------------- | ---------------------- | ---------------------- | ---------------------- | ---------------------- | ---------------------- |
| 平均 気温 (℃)     | 最暖月            | 23.1 (8月)       | 25.5 (8月)       | 27.1 (8月)       | 26.1 (8月)       | 26.1 (8月)       | 26.4 (8月)       | 24.2 (8月)             | 25.0 (8月)             | 22.5 (8月)             | 21.2 (8月)             | 6.4 (8月)              |
| 平均 気温 (℃)     | 最寒月            | -0.2 (1月)       | 2.0 (1月)        | 3.1 (1月)        | 2.1 (1月)        | 1.8 (1月)        | 3.6 (1月)        | 0.3 (1月)              | 1.8 (1月)              | -0.4 (1月)             | -2.4 (1月)             | -18.2 (1月)            |
| 降水量 (mm)       | 最多月            | 171.1 (9月)      | 190.0 (9月)      | 178.7 (9月)      | 182.5 (9月)      | 285.0 (9月)      | 403.5 (9月)      | 309.1 (9月)            | 238.4 (9月)            | 264.7 (9月)            | 375.1 (9月)            |                        |
| 降水量 (mm)       | 最少月            | 32.2 (12月)      | 39.1 (12月)      | 37.6 (12月)      | 35.3 (12月)      | 57.8 (12月)      | 92.1 (12月)      | 56.8 (1月)             | 43.6 (12月)            | 49.8 (12月)            | 80.8 (2月)             |                        |

## 地域

### 日本の地域区分における山梨県の位置付け
日本全体の地理上では、箱根峠より西の内陸に位置する為、東日本に分類される。県全体が中央高地の東寄りにあるため、明治以来の日本を八つの地方（北海道地方、東北、関東、中部、近畿、中国、四国、九州）に分ける全国八地方区分では中部地方に位置付けられる。
山梨県が関東甲信越地方（関東地方＋甲信越地方）や首都圏整備法における首都圏に含まれる。このように広域関東圏の一部という面が強く、首都圏整備法により、知事は、関東地方知事会に参加している。中部圏知事会の県市には、山梨県は含まれない
同様に以下の政府機関は、関東の出先機関管轄である。
- 国土交通省：関東地方整備局（甲府河川国道事務所など）[7]、関東運輸局（山梨運輸支局）[8]
- 経済産業省：関東経済産業局[9]
- 衆議院比例代表ブロック：神奈川県・千葉県とともに南関東ブロック
- 防衛省：神奈川県・静岡県とともに南関東防衛局
- 司法分野：甲府地方検察庁の上位検察庁は東京高等検察庁、甲府地方裁判所の上位裁判所は東京高等裁判所

文化・スポーツ面では、関東地方の都県と同じブロックに含まれることがある。
- 国民スポーツ大会：山梨県が関東ブロック[10]に属している。
- 学生陸上競技の地方大会である箱根駅伝：山梨県所在の大学が参加している。
- 全日本吹奏楽コンクール：西関東支部[11]。
- 全日本合唱コンクール：関東支部に属する[12]。

- 鉄道：公益企業を含む民間ビジネスなどの分野でも、県内を通るJR線のうち中央本線が東日本旅客鉄道（JR東日本）の八王子支社の管轄である。
- 郵便・電話。神奈川県と共に日本郵便は南関東支社の管轄、電話はNTT東日本の管轄[注釈 3]
- 民間企業：総合スーパーなどを営むイオンリテールは南関東カンパニーの管轄であるなど、関東地域の営業部署の管轄エリアであることが多い。

山梨県は、同じように中部地方東側で、関東圏と関わりが深い他県とまとめた地方として扱われることがある。山梨県と静岡県（東側が旧駿河国）を併称する場合は山静（さんせい、やましず）や甲駿（こうすん）という。山梨県と長野県（旧信濃国）を併称する場合は甲信（こうしん）、さらに新潟県（旧越後国）を加えて甲信越（こうしんえつ）という。

### 隣接する都道府県
東京都 - 神奈川県 - 埼玉県 - 静岡県 - 長野県
山梨県南都留郡山中湖村と静岡県駿東郡小山町の籠坂峠付近と山梨県南都留郡鳴沢村及び富士吉田市と静岡県富士宮市及び駿東郡小山町の富士山山頂付近（県境）には2ヶ所未定区間がある。御殿場市は、小山町の間に境界未定部分が有るため、富士吉田市及び鳴沢村と接する可能性もある。

### 自治体
自治体は、以下の13市5郡8町6村がある。町の読み方は富士河口湖町だけが「まち」で、他は全て「ちょう」、村は全て「むら」である。
市部
- 甲府市（県庁所在地）
- 富士吉田市
- 都留市
- 山梨市
- 大月市
- 韮崎市
- 南アルプス市
- 甲斐市
- 笛吹市
- 北杜市
- 上野原市
- 甲州市
- 中央市

郡部
- 西八代郡
  - 市川三郷町
- 南巨摩郡
  - 富士川町
  - 早川町
  - 南部町
  - 身延町
- 中巨摩郡
  - 昭和町
- 南都留郡
  - 道志村
  - 西桂町
  - 忍野村
  - 山中湖村
  - 鳴沢村
  - 富士河口湖町
- 北都留郡
  - 小菅村
  - 丹波山村

### 県内の地域区分
県域は、中西部の甲府盆地を中心とする国中（くになか）と、東部の相模川と多摩川の上流域および富士山北麓からなる郡内（ぐんない）に大別される。両者は方言（郡内は関東地方との結び付きが国中よりも高いため、西関東方言に分類）など、自然や文化においても大きく異なっている。
国中地方はさらに、甲斐を意味する「峡」（きょう）の後に方角を示す語をつけて「峡中」「峡北」「峡東」「峡南」「峡西」に分けられる。
- 国中（中西部）＝山梨郡、巨摩郡、八代郡
  - 中北
    - 峡北（甲府盆地北部及び八ヶ岳山麓。韮崎市、北杜市）
    - 峡中（甲府とその周辺。甲府市、甲斐市、中央市、昭和町など）

  - 峡西（南アルプス市。旧中巨摩郡の釜無川西岸地域）
    - 山梨県の出先機関である地域振興局が再編成され、峡中地域振興局と峡北地域振興局が統合され「中北地域県民センター」となった。峡中地域振興局は峡西地域も管轄していたため、地域振興局の再編成と呼応する形で峡北・峡中・峡西の3地域の総称として、「山梨県中北地域」が天気予報などでも使われ始めた。

  - 峡東（甲府盆地東部。笛吹市、山梨市、甲州市など）
  - 峡南（富士川流域。南巨摩郡、西八代郡）→富士川流域地域は「河内（かわうち）」とも呼ばれる。
- 郡内地方（東部富士五湖）＝都留郡
  - 東部（西桂以東。都留市、大月市、上野原市）
  - 富士五湖、富士北麓

「国中」「郡内」は、戦国時代以来の呼称。「中西部」「東部富士五湖」は気象情報で用いられている。郡名は古来用いられてきたもの。「峡○」は、県の出先機関である地域振興局の区分となっている（この四つの他、東部・富士北麓地域振興局がある）。国中地方は東海地方の文化圏であるのに対し、郡内地方は関東地方の文化圏となっている。方言も国中弁と郡内弁で異なる。

## 歴史

### 先史時代
甲府盆地では釜無川、笛吹川の氾濫原が広がっている。郡内地方では富士山の火山活動による影響も受け、定住が困難な時代が続いていた。
旧石器時代の遺跡は長野県との八ヶ岳山麓や静岡県の愛鷹山・箱根山など隣接する文化圏に属する地域や桂川流域を中心に分布する。最古の一杯窪遺跡（都留市）や立石遺跡（甲府市）をはじめ、八ヶ岳山麓の丘の公園内遺跡群（北杜市）や神津島産の黒曜石が出土した横針前久保遺跡（北杜市）、長野県産の黒曜石が発見された天神堂遺跡などが代表的で、周辺地域に比べ密度は低いものの、周辺地域との人的移動を示す資料が発掘されている。
縄文時代草創期から前期には引き続き湧水が利用できる山麓部や富士北麓などに遺跡が分布し、後期旧石器時代から縄文草創期への移行期にあたる神取遺跡（北杜市）や関東文化圏の影響が見られる池之元遺跡（富士吉田市）が出現する。中期には盆地にも進出し、大規模な集落遺跡である釈迦堂遺跡群（笛吹市、甲州市）や重要文化財に指定されている精巧な土器の出土した一の沢遺跡、豊富な生活遺物が出土している花鳥山遺跡などが出現し、縄文農耕論にも一石を投じた有孔鍔付土器など考古学史上注目されている遺物も出土している。また、盆地西部の西郡地域は釜無川の氾濫原であり考古遺跡は乏しいが、近年では精巧な土器や土偶が出土した鋳物師屋遺跡が発掘され、注目されている。
後晩期には地球的な寒冷化の影響を受けて遺跡数が減少するものの、石組や配石遺構など祭祀施設であると考えられている八ヶ岳南麓の金生遺跡（北杜市）や牛石遺跡（都留市）などが出現する。また、郡内地方の桂川流域では関東地方との交流が見られる遺物が出土している。
弥生時代には身洗沢遺跡や金の尾遺跡などの集落遺跡があり、宮の前遺跡（韮崎市）では水田が確認されている。盆地南西部の曽根丘陵では東海地方経由で弥生文化が流入し、方形周溝墓が見られる上の平遺跡など古墳時代に至る遺跡がある。
古墳時代の4世紀後半には畿内で確立したヤマト王権と政治的接触を持っていたと考えられている。曽根丘陵では4世紀前半の前方後方墳である小平沢古墳をはじめ、4世紀後半には最大規模の甲斐銚子塚古墳や岡銚子塚古墳などの有力首長クラスの前方後円墳が出現し、三角縁神獣鏡などの副葬品も出土している。5世紀には中道勢力が衰退し、古墳の造営は盆地各地へ拡散する。

### 古代

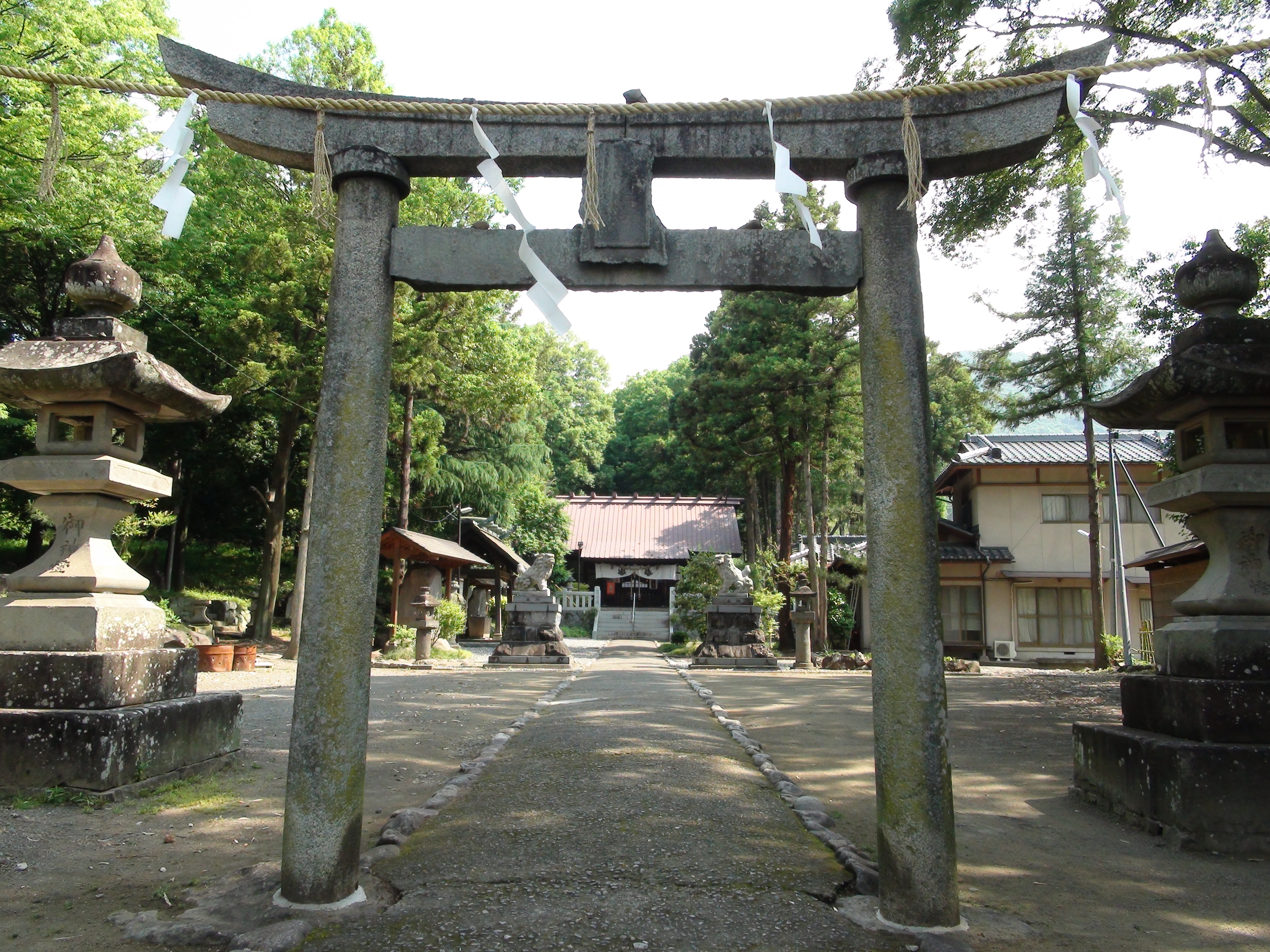
酒折宮

『国造本紀』などによると景行天皇の時代に狭穂彦王の四世孫の塩海足尼が甲斐国造に任命されたと伝わる。古代には律令制下において甲斐国が成立する。『日本後紀』延暦16年条によれば甲斐東部の都留郡の帰属をめぐって隣接する相模国との間で争論があったという。甲斐国は五畿七道では東海道に属し、山梨・八代・巨摩・都留の甲斐四郡が成立。郡郷は『和名類聚抄』に31郷が記載されている。山梨・八代両郡は古代甲斐国の政治的中心地で、国府は山梨郡笛吹市春日居町に前期国府が存在し、八代郡の笛吹市御坂町に移転されたと考えられている。官道は東海道横走宿から分岐して都留郡を経て、甲府盆地に入り甲斐国府に至る甲斐路が存在していた。四郡のうち甲斐西部の巨摩郡は渡来人の入植により成立した郡であると考えられている。
一方、『古事記』『日本書紀』（記紀）に記される日本神話においてはヤマトタケル（倭建命、日本武尊）の東征において足柄山から甲斐へ入り、酒折宮（甲府市酒折）において老人と歌を交わす説話が残されている。記紀に載る日本神話には両書が成立した奈良時代の歴史認識が反映されているものと考えられているが、考古学的にも甲斐においては古墳後期の4世紀後半代から畿内の影響下にあったとみられ、酒折宮伝承にもヤマト王権と甲斐の在地豪族との関係が反映されているものと考えられている。足柄山から甲斐国へ至ったヤマトタケルの遠征ルートは古代の交通体系を明らかにする上でも注目されている。

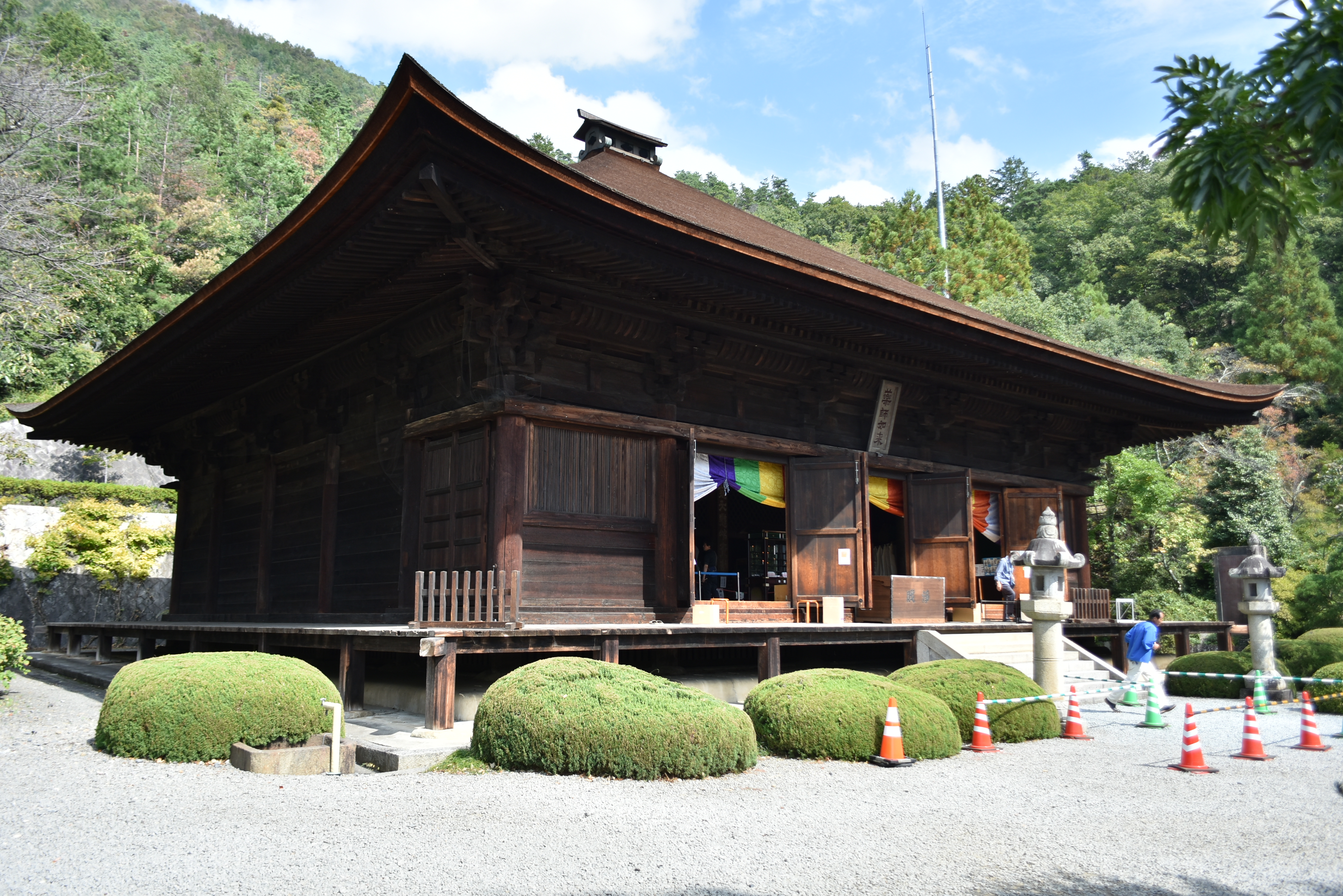
大善寺

また、『続日本紀』においては甲斐国司の田辺史広足が黒毛の駿馬を朝廷に献上したという「甲斐の黒駒」に関する説話が記されている。『延喜式』によれば東国では甲斐をはじめ信濃・上野・武蔵の四国に御牧が設置され馬産が行われていたことが記されている。駿河国正税帳や長屋王家木簡などの出土文字資料からも朝廷への貢馬が確認されている。『延喜式』によれば甲斐には穂坂牧、真衣野牧柏前牧の三御牧が設置されていたという。
平安時代には市河荘や八代荘などの荘園が成立し、国府所在地である甲府盆地東部では在庁官人である三枝氏が八代荘を勢力基盤とした。『長寛勘文』によれば応保2年（1162年）には三枝氏に打撃を与えた八代荘停廃事件が発生している。
平安時代後期には常陸国から源義清、源清光が市河荘に配流された。義清、清光の子孫は甲府盆地の各地へ土着し、後に甲斐源氏となる。

### 中世

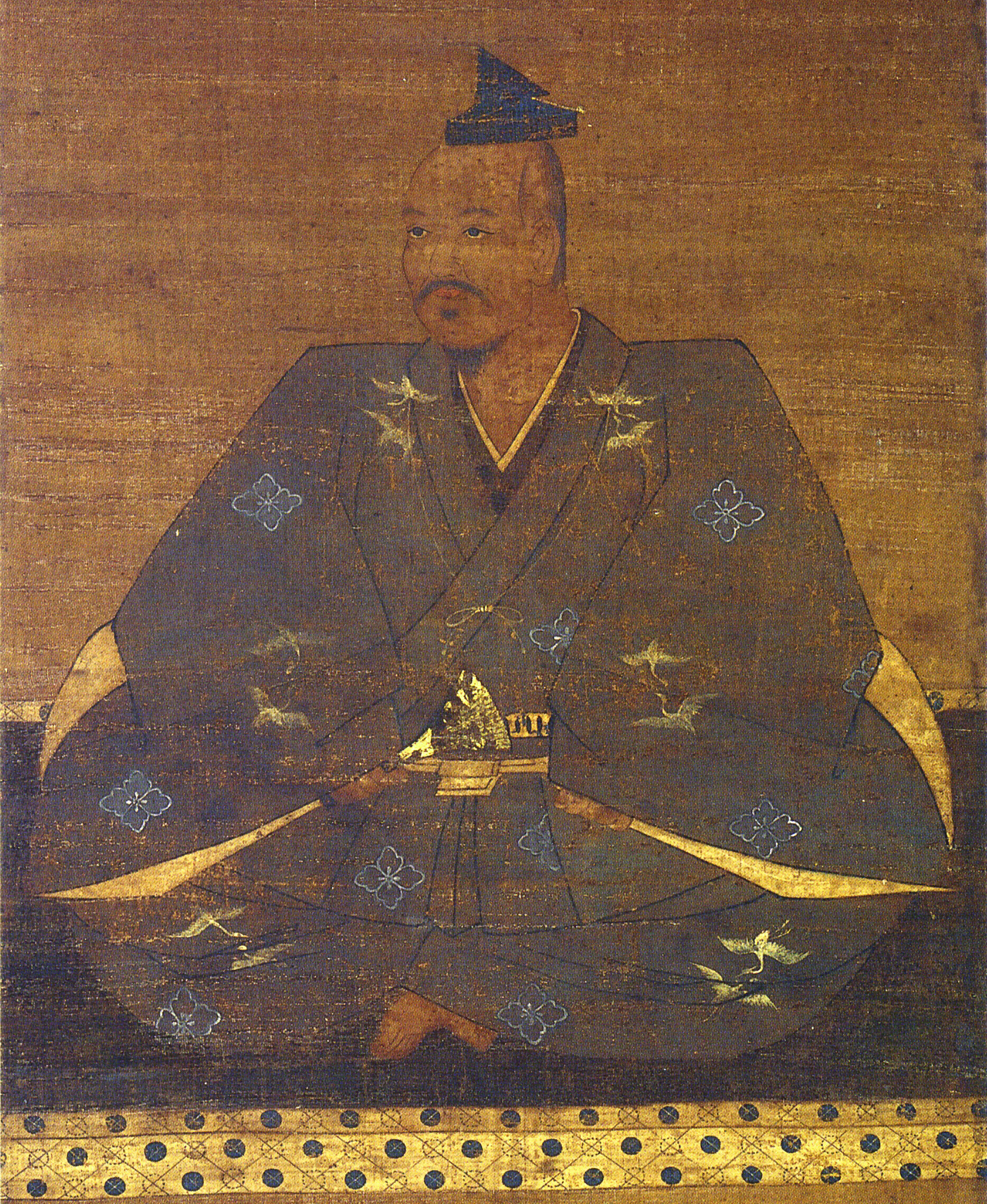
武田信玄像（高野山持明院本）

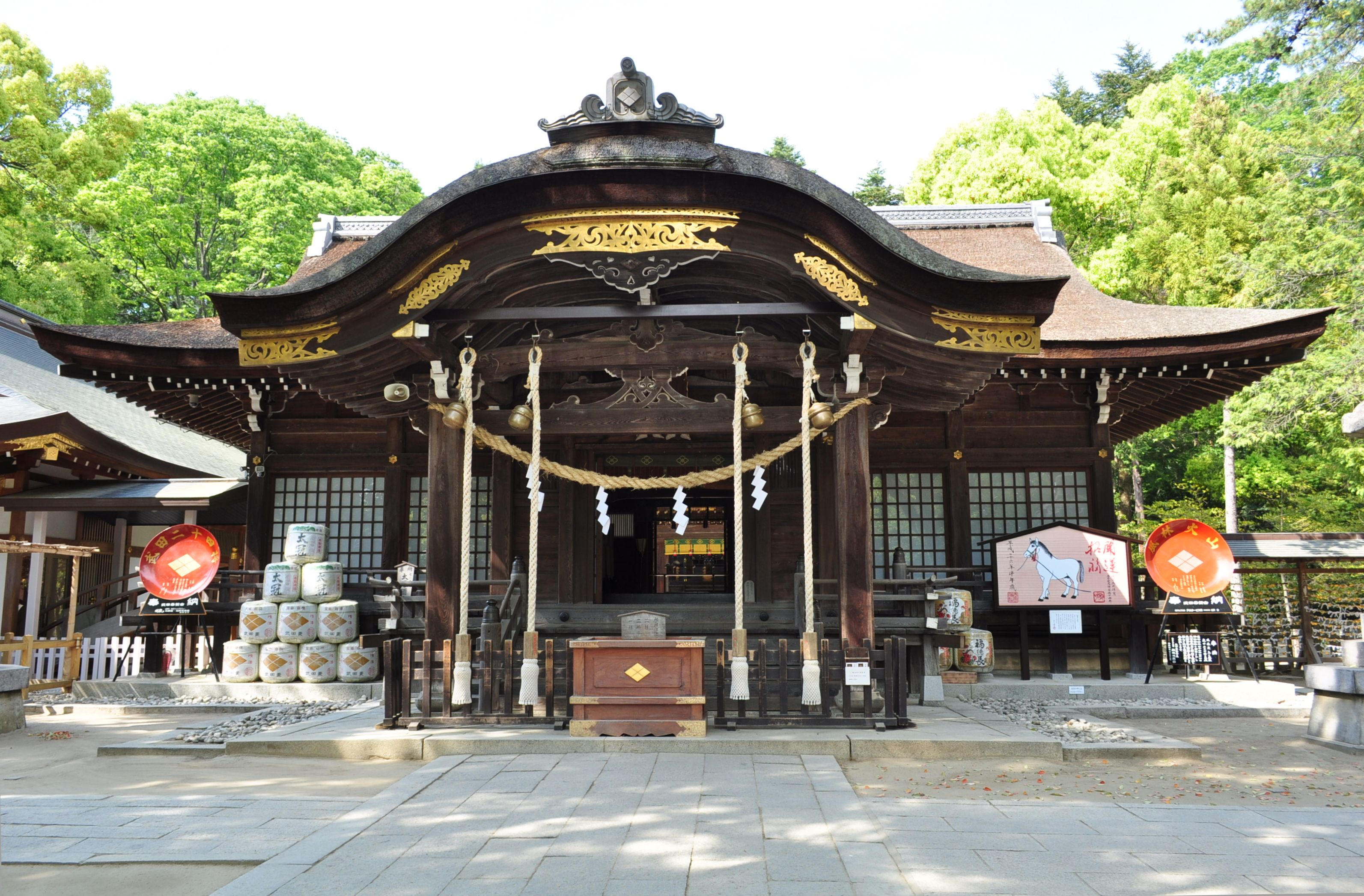
武田神社 拝殿（2014年5月撮影）

平安時代後期の治承4年（1180年）、以仁王の令旨が諸国の源氏に下されると甲斐源氏の一族も平氏政権に対して挙兵する。甲斐源氏の一族は伊豆国の源頼朝の挙兵と協調し、富士川の戦いなど治承・寿永の乱において活躍する。乱後、甲斐源氏の棟梁となった武田氏は甲斐国の守護となるが、甲斐源氏の一族は源頼朝の粛清を受け、衰退する。武田氏は中世には必ずしも甲斐守護を歴任していない。鎌倉幕府滅亡後に北条時行ら北条氏の残党が起こした中先代の乱までは北条方に属し、南北朝時代には建武政権から離反した足利尊氏に従った。
室町時代には、室町幕府と鎌倉府の対立や、鎌倉府における鎌倉公方と関東管領の対立など関東地方の騒乱の影響を受ける。応永23年（1416年）、鎌倉公方の足利持氏に対し、前関東管領の上杉禅秀が挙兵した上杉禅秀の乱では、甲斐守護・武田信満が禅秀方に加担し、滅亡する。これにより甲斐は守護不在状態となり、足利持氏は甲斐国人の逸見有直を支持して室町幕府に対抗した。一方、室町幕府は武田信元、続いて武田信重を甲斐守護に任じ、守護代として跡部氏を派遣した。以後、甲斐では守護武田氏と有力国人や跡部氏との抗争が続く。
守護・武田信昌は寛正5年（1464年）には跡部氏を排斥する。信昌は嫡男の信縄に家督を譲り、いったん隠居した。後に次男の油川信恵に家督を譲る意向を示し、信縄と信恵間の内訌が生じる。信縄の子・武田信虎は永正5年（1508年）に信恵方を滅ぼし、国中地方の有力国人や都留郡（郡内地方）の国衆・小山田氏など従属させる。さらに信虎は駿河国の今川氏や信濃諏訪氏、扇谷上杉家・山内上杉家と同盟を結び、相模の後北条氏と敵対しつつ、信濃侵攻を開始した（「佐久攻め」を参照）。また、信虎は従来の川田館（甲府市川田町）から甲府の躑躅ヶ崎館（甲府市古府中町）に守護館を移転し、新たに城下町を整備し家臣団を集住させる。
都留郡では小山田氏が武田氏に臣従しつつも、中津森館、後に谷村館を本拠とした独自の領域支配を行った。河内領では穴山氏が同様に武田家臣となりつつ、下山館を本拠とした領域支配を行った。
信虎の子・武田晴信（信玄）は天文10年（1541年）に信虎を駿河へ追放することで家督を継承する。晴信は信虎の外交方針を転換し、信濃諏訪氏を滅ぼして諏訪郡を領国化する。さらに相模国の後北条氏と和睦を結ぶと、今川・北条間の河東の乱を調停し、三者の間で甲相駿三国同盟を成立させる。一方、信濃侵攻により山内上杉氏とは敵対する関係となり、信濃村上氏ら信濃国衆や越後国の長尾景虎（上杉謙信）と川中島の戦いを繰り広げる。
信濃をほぼ統一した後は西上野や今川領国への侵攻を行い、三河北部や遠江東部・北部、美濃恵那郡も出兵して、織田信長や徳川家康と対抗した。また、信玄期に確立した大名権力により独自の領国支配が展開された。年貢収入を調査する検地の実施や棟別諸役の整備や信玄堤の築造するなど治水政策が百姓への農業政策となった。躑躅ヶ崎館を中心とする甲府の城下町の整備が行われて、黒川金山や湯之奥金山など近世まで稼働した甲州金山の開発など商業活性化する領国経営事業が行われている。
信玄死去により家督を継いだ武田勝頼は長篠の戦いに敗れて領国の動揺を招き、天正10年（1582年）3月、織田信長・徳川家康連合軍による甲州征伐で戦国大名としての武田氏は滅亡した。また、勝頼から離反した郡内領主の小山田信茂は織田氏に出仕するが処刑され、郡内領主としての小山田氏も滅亡する。

### 近世
武田氏滅亡後、甲斐一国と信濃諏訪郡は織田家臣の河尻秀隆が支配するが、同年6月の本能寺の変により発生した一揆で秀隆は横死。武田遺領を巡る天正壬午の乱では徳川家康と相模国の北条氏直が甲斐へ侵攻して八ヶ岳南麓・七里岩地域において対峙するも、同年10月の徳川・北条同盟の成立により後北条氏は撤兵。甲斐は徳川氏が領した。
その後、家康は豊臣秀吉に帰服。後北条氏滅亡後の天正18年（1590年）に関東へ移封され、甲斐国には浅野長政ら豊臣大名が入った。豊臣政権下で甲斐は東国の家康に対する拠点として重視され、新たに甲府城が築城されて新城下町が整備され、甲斐国内の検地も行われた。
慶長5年（1600年）の関ヶ原の戦い後には、勝利した徳川家康が主導して大名の全国的な再配置が行われた。甲斐では浅野氏が和歌山へ移封され、再び徳川氏による直轄支配が行われた。甲斐国は関東防衛の要所として重視され、江戸時代初期、国中には将軍直系（甲府藩）、郡内には譜代大名（谷村藩）が配置された。甲府藩には甲府徳川家が入封し、藩政機構が整えられた。宝永元年（1704年）に綱豊（徳川家宣）が将軍後継になると、川越藩主柳沢吉保が受封し、吉保の子吉里は甲府藩主で初めて国元へ入っている。ほか、甲斐には旗本領も存在していた。
享保の改革においては江戸幕府直轄領の整備が行われ、享保9年（1724年）に吉里が大和郡山藩に転封されると甲斐は幕府直轄領化され、谷村藩も秋元氏の転封後は直轄領化された。甲府町方は甲府勤番、在方は甲府代官所をはじめとする三分代官による支配となり、郡内は石和代官所の出張陣屋である谷村代官所が設置された。延享3年（1746年）には御三卿の賄領がおかれ、うち田安家領のみは幕末まで存続した。
近世甲斐は甲府城下町、谷村城下町の城下町のほか在郷町や身延山久遠寺の門前町や富士北麓の吉田・川口の御師町など都市や町場が発達。甲州街道や駿州往還、佐久往還、青梅往還をはじめとする諸街道が整備された。江戸初期には角倉了以による富士川の開削工事が行われて富士川舟運や中馬による陸上輸送が発展し、江戸後期には甲斐・信濃の年貢米の廻米輸送が行われた。
近世には領主権力の確立により治水や用水路の開削が行われ、釜無川・御勅使川の治水や徳島堰の開削、郡内での谷村大堰や新倉掘抜の開削などが行われ、甲府城下でも甲府上水が整備される。治水の進捗に伴い在方では新田開発が進み、養蚕や織物など産業が発達した。甲府盆地では一般に米麦栽培に商品作物の栽培、農閑期の行商や大工などの農間余業を組み合わせた生業形態が一般的であった。山地が多い甲斐の山村では、林業や狩猟、製炭や漆採取、鉱山経営などの山の生業が発達し、特に郡内では平坦地が少ないため織物の生産や街道沿いでの駄賃稼ぎの占める割合が高い。こうした生業的特徴から甲斐では水利を巡る水論や山の用益を巡る山論が多発している。
また、甲斐では金納税制である大小切税法や甲州金・甲州枡の甲州三方が独自の国制として存在し、領主側の廃止や改正に対して領民は存置を求め抵抗している。また、領主側との衝突や災害・凶作などに伴う百姓一揆も発生し、米倉騒動や太枡騒動、江戸後期には郡内に発する百姓一揆から無宿・悪党を巻き込み一国規模の騒動となった天保騒動など大規模な百姓一揆も発生した。
文化面では甲府城下町の発達により遊芸文化が興隆し、甲府藩時代には大名文化、江戸後期には町人文化が発達する。甲府勤番・勤番士は学問的関心を持ち、甲斐国の総合地誌である『甲斐国志』の編纂や勤番士による『裏見寒話』など地誌の編纂が行われ、勤番士の学問所である徽典館も開かれた。甲府では町人亀屋与兵衛が芝居小屋である亀屋座を開業し、歌舞伎や相撲、人形浄瑠璃などの諸芸興行を行い、1841年（天保12年）には甲府町人が江戸の人気浮世絵師である歌川広重を招き、城下の大通りを広重ら人気浮世絵師の幕絵で飾る甲府道祖神祭礼を創始した。ほか、俳諧や和算なども発達する。
また、武田信玄は近世から甲斐領民の尊崇を集め、武田氏館跡や墓所、武田氏に関係する寺社などが古跡として成立した。近世には軍学書である『甲陽軍鑑』が成立し、関係書を含めて武家・庶民の間でも広く読まれ影響力を及ぼし、武田家に関する文学や浮世絵なども製作された。
江戸後期は東国に特徴的な農村の荒廃から無宿・博徒が増加し、竹居安五郎や黒駒勝蔵など甲州博徒が台頭した。幕末の開国#日本の開国により横浜港が開港されると、甲州屋忠右衛門・若尾逸平ら在方商人が甲州産物を移出して富を築いた。若尾逸平は甲府において製糸業に着手して新興商人として台頭し、明治時代には甲州財閥を形成する。

### 明治維新から終戦まで
慶応4年（明治元年、1868年）3月、甲府城へ入った新政府の板垣退助率いる甲州街道軍と、近藤勇率いる旧幕府軍の甲陽鎮撫隊（新選組）が勝沼（甲州市の一部）大善寺で激突した（甲州勝沼の戦い）。旧幕府軍は駆逐され、甲州鎮撫府が設置された。
同年10月19日（旧暦9月4日）、甲斐国内に府中県（県庁所在地は山梨郡甲府）、市川県、石和県が設置され、12月11日（旧暦10月28日）にこれら3県を統合して甲斐府が設置された。明治2年（1869年）8月27日（旧暦7月20日）、「府」の呼称が京都府・東京府・大阪府に限定されたことから、甲斐府は甲府県と改称した。
明治3年（1870年）5月に田安領を併合し、明治4年（1871年）8月29日（旧暦7月14日）の廃藩置県後も甲府県は存続したが、同年10月末（旧暦）に始まる第1次府県統合により、旧韮山代官所を引き継いだ韮山県の甲斐国内管轄区域などを統合して、12月31日（旧暦11月20日）に甲斐国全域を管轄区域とする山梨県が発足した。県庁所在地は引き続き山梨郡甲府、初代県令には土肥実匡が任ぜられた。1872年（明治5年）、武田信玄以来の劣等農地への減免法が廃止されると農民騒擾（大小切騒動）が勃発。軍隊が投入されて首謀者2人が処刑、3707人が徒刑とする処分。
1873年（明治6年）に着任した藤村紫朗の殖産興業政策により、製糸業の勧業や道路、金融機関の整備が行われた。特に青梅街道の改築など道路整備を推し進めたことから、藤村は「道路県令」とも呼ばれている。また、教育振興策の一つとして各地に疑似洋風の校舎を建設。後に藤村式建築として広まった。
1909年（明治42年）には陸軍甲府連隊（歩兵第49連隊）が設置された。太平洋戦争中には疎開地でもあったが、1945年（昭和20年）7月には甲府空襲に遭い、市街は灰燼と帰した。
また、明治時代には、1882年、1885年、1907年、1910年と大水害に見舞われ、大きな被害を受けた。これには、地形的理由だけでなく、林野の強権的官有化による里山の荒廃や急激な開発という人為的理由も一因した。1873年の地租改正後、林野の官民有区分が行なわれ、県下の入会林野の99％以上が1881年に官有とされ、1889年には皇室財産となった。これにより地元民は草木採取に際し面倒な手続きを強いられることとなり、盗伐や山火事が頻発して里山の荒廃に繋がった。さらに、明治期日本の主要産品である絹織物生産のために蚕の餌となる桑畑の開墾や、薪炭材調達を目的として山林が徹底的に伐採された。こうしたことが大災害に繋がったとして、1911年に御料林は県に無償返還されて恩賜県有林となり、入会権などは官有前に戻された。

### 戦後から現在まで
終戦後、1945年（昭和20年）9月にはアメリカ陸軍第8軍の部隊が甲府へ進駐。年末には戦闘部隊は引き上げ、少数の山梨県軍政部が県庁周辺の洋風建築を接収して県内の監視を行う。県内人口は復員兵や疎開者の帰還で増加し、戦時期の山林荒廃から災害被害もあり食糧事情は悪化。当局により、新潟県からの移入米の配給や米軍の食糧放出など対策を講じるが食糧難はしばらく続き、ヤミ米が流通した。
連合国軍最高司令官総司令部（GHQ）による改革を受け、県内でも政党活動や新聞の発行などが再開される。1946年（昭和21年）には内務省官僚による地方支配に代わり公選知事が導入され、1947年（昭和22年）の第一回県知事選では保守派合同の推薦で吉江勝保が当選し、初代公選知事となる。吉江は1948年（昭和23年）2月に食料増産や山林復旧など10大政策を掲げたものの、財政難などの制約もあり産業基盤の復興もままならず、社会福祉制度も構想のみに留まった。
1950年（昭和25年）4月4日、昭和天皇、皇后の臨席を得て国土緑化推進委員会・山梨県共催による植樹祭を甲府市内で実施。この植樹祭は翌年以降も開催され全国植樹祭に改称、山梨県開催は第1回としてカウントされるようになった。
1951年（昭和26年）の知事選では民主党代議士天野久が擁立され、吉江知事を破り当選。天野「富める山梨」を掲げ、利水に乏しい甲府盆地西部の御勅使川扇状地を開発する野呂川総合開発に着手し、計画は国の援助を受け上水道や県営発電所の建設が行われた。また、新笹子トンネル建設による幹線道路の整備は高度経済成長期とも重なり、果樹農業や観光の振興にも繋がった。一方で、天野県政期には開発による災害があり、北富士演習場問題が発生する。1959年と1966年に山梨県は台風により大規模な被害を受けるが、戦時中の治山治水事業の停滞と戦後の乱開発が被害拡大を招いたとされる。
1967年（昭和42年）に天野知事を破り3代知事となった田辺国男は「健康山梨」を掲げ、一村一工場誘致を方針に工業団地造成や幹線道路整備を行う一方で、開発により環境破壊が顕著となっていたため環境保護にも配慮したグリーン・プランを提唱する。一方で連峰スカイライン構想を具体化させると批判が相次ぎ、北富士演習場問題の膠着やオイルショックの影響による不況も重なって巨大開発構想は断念された。文化事業では、1978年（昭和53年）にはフランスの画家ミレーの『種をまく人』を2億円で落札・購入した山梨県立美術館を創設。
田辺県政は日本経済の好景気化も受け4期目を目指したが、中央政界で前天野知事を支持した自民党政治家金丸信が影響力を強めると県議会においても金丸派が最大派閥となり、これに社会党県連が4選阻止のため提携し、副知事の望月幸明を擁立。1979年（昭和54年）の県知事選では田辺知事を破り、望月が当選した。望月県政は金丸信の後見を受けて県議会でのオール与党体制を確立し、北富士演習場問題の小康やバブル景気の後押しを受け、1986年（昭和61年）のかいじ国体の開催や県有林の高度活用、リゾート施設の造成、リニア実験線の誘致などを勧めた。

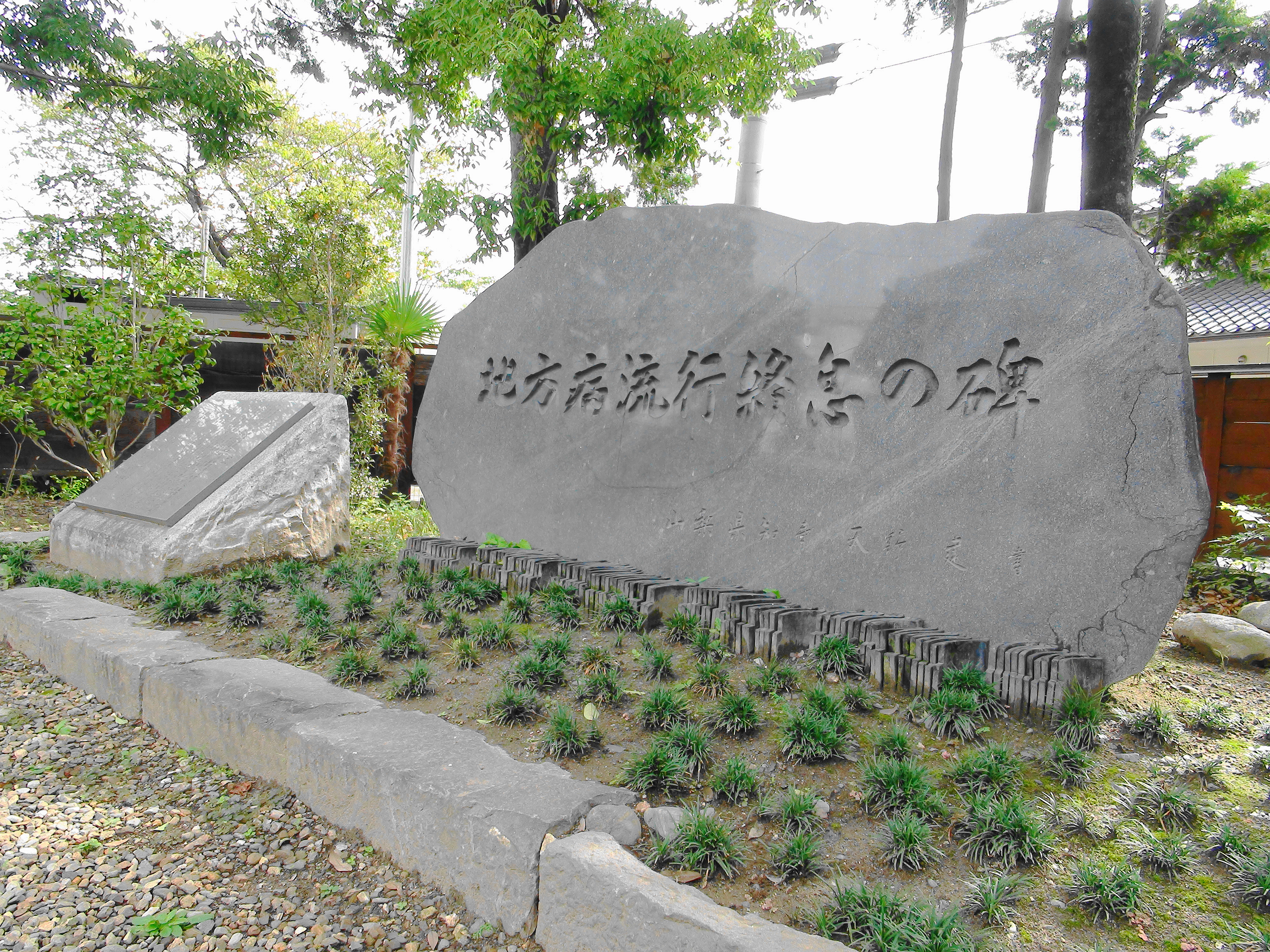
地方病流行終息の碑

1965年（昭和40年）までに県内の中央本線が複線・電化され、1982年（昭和57年）には中央自動車道が全線開通。また石和温泉や富士五湖、清里などの観光地が整備され、首都圏から日帰り短期旅行できる観光地としても発展した。

#### 平成以降
1989年（平成元年）3月には、東富士五湖道路が全線開通、8月にはリニア新実験線の建設地が山梨県に決定した。1990年（平成2年）には第14回全国育樹祭が山梨県で開催された。
望月知事が4選を断念し、1992年（平成4年）に望月県政を批判して金丸派候補を破り当選した天野建知事（父は上記の天野久）は財政難の中公共工事の見直しを行いつつ環境行政を重視する「幸住県やまなし」事業を実施。山梨県立博物館の建設推進や排水路整備の推進をおこない、1996年（平成8年）には長年県民を苦しめてきた日本住血吸虫（地方病）の終息宣言を行う。
1997年（平成9年）4月には山梨リニア実験線での走行試験が開始。同年12月には有人走行による最高速度531 km/hの世界記録を達成した。1998年（平成10年）には雁坂トンネルが開通した。2001年（平成13年）5月、第52回全国植樹祭が開催された。2002年（平成14年）3月には中部横断自動車道双葉JCT～白根IC間が開通した。
天野知事の後、2003年（平成15年）からは前甲府市長山本栄彦が知事に就任。バブル崩壊後手付かずだった甲府駅北口の整備や中部横断自動車道の増穂IC以南の着工を推進。しかし県政の混乱が発生し、2007年（平成19年）の選挙で横内正明に敗れ、山本県政は1期で終焉した。その間、2003年4月には「ワイン産業振興特区」が国の構造改革特区として認定、2004年（平成16年）3月には中部横断自動車道白根IC～南アルプスIC間が開通、10月には東京日本橋にアンテナショップ「富士の国やまなし館」がオープンしている。2005年（平成17年）4月には山梨県立大学が開学。2003年（平成15年）より平成の大合併が行われ、64あった市町村が27（2010年（平成22年）3月時点）まで集約された。
横内県政では、甲府市中心部の再開発や「トップセールス」として山梨県の特産物の海外展開を行なう。この間、世界金融危機や東日本大震災が発生し、特に山梨の景況感は冷え込み全国最下位が続いた。2009年（平成21年）3月には新山梨環状道路南部区間が全線供用を開始した。2013年（平成25年）には富士の国やまなし国民文化祭が開催。同年6月には富士山が世界文化遺産に登録された。
2015年（平成27年）4月、山梨リニア実験線の走行実験において、世界最高速となる603 km/hを記録。2017年（平成29年）3月には中部横断自動車道六郷IC～増穂IC間が開通した。2018年（平成30年）3月には西関東連絡道路・甲府山梨道路が全線開通した。同年5月、日本遺産に「葡萄畑が織りなす風景ー山梨県峡東地域ー」と「星降る中部高地の縄文世界ー数千年を遡る黒曜石鉱山と縄文人に出会う旅ー」が認定された。
2期続いた横内から2015年に県政を引き継いだ後藤斎は人口減対策などの政策を打ち出したが、政策の修正や見直しを迫られるなどし、2019年（平成31年）の選挙で長崎幸太郎に敗れている。同年3月には中部横断自動車道新清水JCT～富沢IC間、下部温泉早川IC～六郷ICが開通、11月には富沢IC～南部ICが開通している。4月には甲府市が中核市に移行した。
2021年（令和3年）6月には東京2020オリンピック聖火リレーが山梨県を通過。7月には自転車競技が道志村・山中湖村で開催された。8月、中部横断自動車道が全線開通。中央自動車道、新東名高速道路、東名高速道路が高速道路で結ばれた。2022年（令和4年）6月、「峡東地域の果樹システム」が世界農業遺産に認定。11月には「無生野の大念仏」がユネスコ無形文化遺産に登録された。

## 人口

山梨県市町村人口増減率分布図（2015年度と2020年度国勢調査から算出）
増加
5.0 - 7.49 %
2.5 - 4.99 %
0.0 - 2.49 %
減少
0.0 - 2.5 %
2.5 - 5.0 %
5.0 - 7.5 %
7.5 - 10.0 %
10.0 % 以上

| |                                        |  |
| 山梨県と全国の年齢別人口分布（2005年） | 山梨県の年齢・男女別人口分布（2005年） |  |
| ■紫色 ― 山梨県 ■緑色 ― 日本全国 | ■青色 ― 男性 ■赤色 ― 女性              |  |
| 山梨県（に相当する地域）の人口の推移 \| 1970年（昭和45年） \| 762,029人 \| \| \| 1975年（昭和50年） \| 783,050人 \| \| \| 1980年（昭和55年） \| 804,256人 \| \| \| 1985年（昭和60年） \| 832,832人 \| \| \| 1990年（平成2年） \| 852,966人 \| \| \| 1995年（平成7年） \| 881,996人 \| \| \| 2000年（平成12年） \| 888,172人 \| \| \| 2005年（平成17年） \| 884,515人 \| \| \| 2010年（平成22年） \| 863,075人 \| \| \| 2015年（平成27年） \| 834,930人 \| \| \| 2020年（令和2年） \| 809,974人 \| \| |                                        |  |
| 総務省統計局 国勢調査より |                                        |  |
| 1970年（昭和45年） | 762,029人                              |  |
| 1975年（昭和50年） | 783,050人                              |  |
| 1980年（昭和55年） | 804,256人                              |  |
| 1985年（昭和60年） | 832,832人                              |  |
| 1990年（平成2年） | 852,966人                              |  |
| 1995年（平成7年） | 881,996人                              |  |
| 2000年（平成12年） | 888,172人                              |  |
| 2005年（平成17年） | 884,515人                              |  |
| 2010年（平成22年） | 863,075人                              |  |
| 2015年（平成27年） | 834,930人                              |  |
| 2020年（令和2年） | 809,974人                              |  |

| 増加 5.0 - 7.49 % 2.5 - 4.99 % 0.0 - 2.49 % | 減少 0.0 - 2.5 % 2.5 - 5.0 % 5.0 - 7.5 % 7.5 - 10.0 % 10.0 % 以上 |

### 都市
山梨県内 市別人口ランキング
- 1.甲府市（中核市）
- 2.甲斐市
- 3.南アルプス市
- 4.笛吹市
- 5.富士吉田市
- 6.北杜市
- 7.山梨市
- 8.中央市
- 9.都留市
- 10.甲州市

山梨県内市別人口密度ランキング（2016年（平成28年）時点）
1. 甲斐市（1,040人/km2）
2. 中央市（980人/km2）
3. 甲府市（905人/km2）
4. 富士吉田市（401人/km2）
5. 笛吹市（344人/km2）

- 甲斐市
- 中央市
- 甲府市（県都 ･ 中核市）
- 富士吉田市
- 笛吹市

## 政治

### 県政
- 知事：長崎幸太郎（ながさき こうたろう、2期目）

#### 財政
- 2007年（平成19年）度
  - 財政力指数 0.42
    - IIグループ（財政力指数0.4以上、0.5未満）11自治体中8位
- 2006年（平成18年）度
  - 財政力指数 0.39
    - IIIグループ（財政力指数0.3以上、0.4未満）11自治体中2位
- 2005年（平成17年）度
  - 財政力指数 0.35
    - IIIグループ（財政力指数0.3以上、0.4未満）14自治体中10位
- 2004年（平成16年）度
  - 財政力指数 0.32
    - IIIグループ（財政力指数0.3以上、0.4未満）13自治体中11位

### 国政
衆議院の小選挙区は2013年の区割り改正で、3から2に減少。参議院では、全県で1区を構成。

## 経済・産業

### 第一次産業

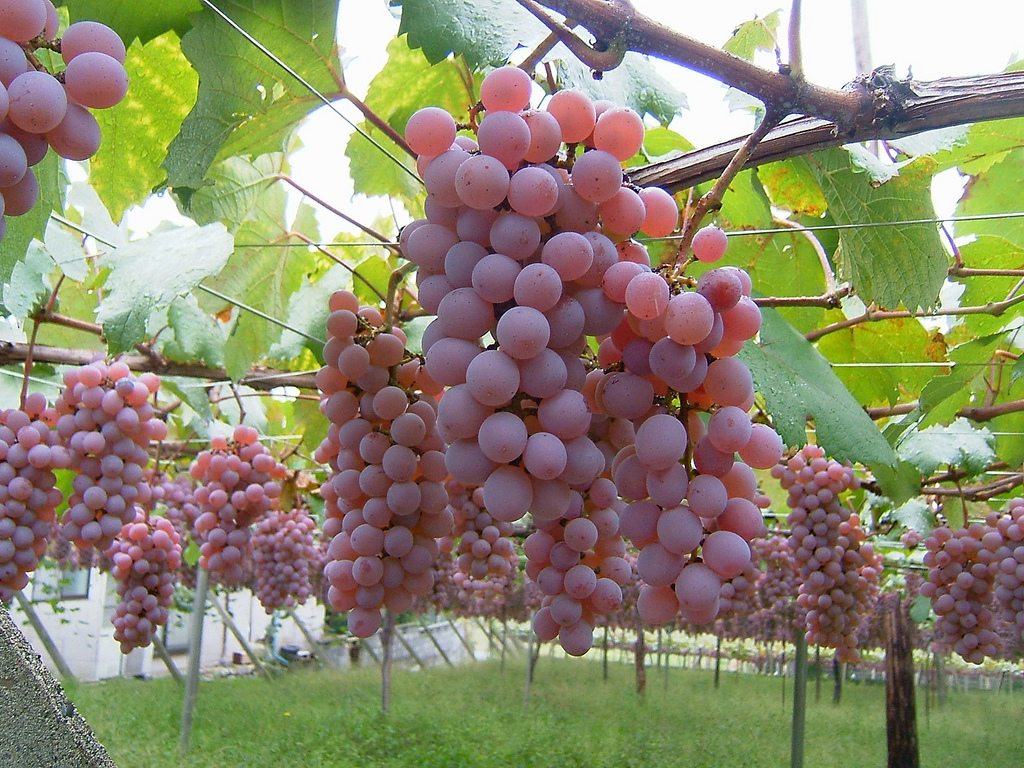
勝沼のぶどう栽培

山梨県は中央高地式気候のため寒暖の差が大きく、農業に適した地域は甲府盆地を中心に水捌けの良い平坦地である。江戸時代には治水・用水路開発により新田開発が行われ農業生産力は向上したが、養蚕や果樹などの商品作物栽培を複合させた形態の農業を発達していた。
養蚕は明治初期の殖産興業において特に力を入れられ日本有数の養蚕県であったが、化学繊維の台頭などにより昭和30年代をピークに養蚕の減少と、果樹栽培の増加に転じている。桑畑から果樹園への転換による景観的変化や、年中行事など生活・文化面の変化をもたらしている。
戦後の高度経済成長期において日本経済は農業の比重を低下させているが、工業の立ち後れていた山梨経済においても農業の役割は低下し、農家数や耕地面積は減少している。一方で経済成長により生じた国民生活の変化に対応して農業の形態を変化させており、国民の食生活が変化したことにより葡萄や桃、サクランボなどの果樹栽培の需要が高まった。山梨県産葡萄から醸造する「甲州ワイン」は、近代国産ワインの先駆けである。2019年8月7日には山梨「ワイン県」宣言を行った。
また、首都圏や中京圏から近い地理的条件を活かして観光農園として観光客を集めているところも多い。
1980年代から1990年代にかけては果樹栽培への移行と農業の減退の傾向はさらに加速し、農業を主とする第一種兼業農家から農業を従とする第二種兼業農家への移行を示している。これに伴い中山間地域を中心に高齢化や農業後継者不足、過疎などが顕在化し、近年の課題となっている。
また、ミネラルウォーターの生産量は52万9388キロリットル（2004年（平成16年））であり、日本の総生産量の40%を占める。山がちな地形であることから帯水層の露出が多く、都市化が進んでいないため清澄な湧水が多く採取できる上、主要な消費地の東京圏に近く輸送コストが小さいため、大手メーカーの多くが採取地に山梨県を選んでいる。主な産地は南アルプス山麓と富士山および三ツ峠山麓である。

### 第二次産業
江戸時代後期から近代・昭和戦後期まで養蚕・製糸業が盛んであったが、戦後は斜陽化し、現在は衰退している。また海や大河がなく大量の水を使うことが難しく、また戦後しばらくまでは交通機関が未整備であったため鉄鋼・金属などの重工業が発展しにくい土地である。その一方で四方を山地に囲まれ水質が良好であることから、戦後の中央自動車道の全線開通以降、長野県の諏訪地域とともに精密機械産業が発達している。その他には石英（水晶）の採掘地であったことから、研磨宝飾を中心とした宝石加工産業が発達している。2018年時点でも、宝飾品や貴金属の加工・流通に携わる企業が1000社近くある。
甲府盆地および富士山麓地域を中心にほぼ全地域に工業団地が点在しているが、可住地面積の少なさが災いしてか大規模な工業団地が形成しにくい。そのためバブル崩壊から2010年代までは県外のより広大な工業団地や海外進出のため撤退・閉鎖する企業・施設が相次いでいた。しかし2021年に中部横断自動車道の南部区間が全通すると、回帰や新たに進出する企業が相次いでいる。
富士川など高低差のある河川を利用して戦前より水力発電所が建てられ、戦後は山梨県を管轄する東京電力だけでなく山梨県企業局による水力発電所も建てられた。企業局で発電された電気は東京電力ホールディングスに売却され、これが山梨県の財政の助けになっている。また、日照時間の長さを利用した太陽光発電も建てられ、米倉山太陽光発電所ややまなしメガソーラーなど10MWクラスの発電所が稼働している。山梨にある発電所は水力と太陽光が大半を占めており、火力発電所や原子力発電所は皆無である。

### 第三次産業
県庁所在地の甲府は近世の甲府城下町が商業的拠点として発達し、明治後に中央本線が開通すると甲府駅が開業し、山梨県庁舎をはじめ岡島百貨店や甲府松菱（後の山交百貨店）、中込百貨店（後の甲府西武）などが駅前に軒を連ね、戦後復興期までは甲府駅を中心に発展していった。しかし高度経済成長を迎えると県内でもモータリゼーションが進行し、並行して公共交通機関が衰退した。旧城下町である甲府は道幅が狭く、渋滞が顕著になった甲府駅前を避ける傾向が強まり、代わりに高速道路やバイパス道路が整備された郊外に大型商業施設が次々と進出したため、1990年代よりドーナツ化現象が進行し、甲府西武やトポス甲府店の閉店が相次いだ。また中央本線の高速化や高速バスの発展により県外へのストロー効果が起こり、山梨県の商業そのものに影響を与えている。
2000年代以降は顕著となり、郊外は2000年にオープンしたイトーヨーカドー甲府昭和店を皮切りに2009年にラザウォーク甲斐双葉、2011年にイオンモール甲府昭和など大型店が誕生したのに対し、甲府をはじめとした駅前の店舗は衰退。2004年にイトーヨーカドー韮崎店、2005年にイトーヨーカドー富士吉田店、2006年に塩山ショッピングセンターシルクなど甲府以外の駅前店舗が相次いで閉店。甲府も2014年にグランパークが閉鎖したのをはじめ、2019年には山交百貨店が閉店。そして2023年には岡島百貨店が規模を縮小のうえココリへ移転するなど、それまでの中心部の店舗閉店が止まらない状況となっている。但しこれらの閉店・閉鎖された大型店舗は代替店舗の進出や公共施設になることが早く、山交百貨店跡地は2021年よりヨドバシ甲府としてオープンし、事業失敗で早期閉鎖された南アルプス完熟農園跡地には2024年よりコストコが進出することが決定している。
甲府中央商店街を中心とした既存商店街の大型店の反対運動が根強く、総務省が発表した「経済センサス‐基礎調査」によると百貨店・総合スーパーの人口10万人当たり店舗数は0.71軒と、全国ワーストとなっている。一方で大型店舗の少なさを補うかのようにコンビニが多く、人口10万人あたりのコンビニ店舗数は北海道に次いで全国2位、1人あたりのコンビニ購入額も全国上位3位に入っている。
外食産業の店舗数が多いことが特徴で、人口当たりで寿司屋、ガスト、バーミヤン、モスバーガーの店舗数は全国1位である。特に、海に面していないのにもかかわらず寿司屋が多く、甲府市の中心部では100mあたり5、6店舗が並ぶところがある。山梨に寿司屋が多い理由として昔からの「海に対するあこがれ」や、元々祝いの席で必ず食べるものがなく、その代わりとして寿司が祝いの席の食べ物として出されるようになったことなどが挙げられている。
映画館は2001年時点で甲府市に集中し、特に甲府市は「人口に対するスクリーンの多さは全国1、2を争う」と言われたことがあったが、過当競争や甲府中心部の空洞化により次々と閉館していき、2024年時点で甲府市の映画館・シネマコンプレックスはゼロとなり、山梨県全体を見ても昭和町のTOHOシネマズ甲府と甲州市の塩山シネマ（土休日のみ営業）のみとなっている。スクリーン数は10と高知県と並びワーストタイで、映画館・シネマコンプレックス数と人口あたりのスクリーン数は全国ワーストである。
温泉・宿泊施設として古くから湯村温泉や下部温泉があり、戦後は石和温泉が沸出するなど旅館系施設が発展したが、バブル崩壊後はこれらの温泉街は衰退している。代わりに21世紀になると甲府中心部に県外資本のホテルが進出し、2010年代になるとインバウンド消費の増大と富士山周辺の世界遺産登録により富士五湖周辺の宿泊施設が増えている。

### その他

#### 本社を置く主要企業
建設業
- パナホーム山梨 - 甲府市
- 富士急建設 - 富士吉田市

製造業
- ファナック - 南都留郡忍野村
- 甲府明電舎 - 中央市
- 新旭電子工業山梨 - 南アルプス市
- パイオニア・マイクロ・テクノロジー - 甲府市
- キトー - 中巨摩郡昭和町
- シチズンファインデバイス - 南都留郡富士河口湖町
- シチズン電子 - 富士吉田市
- 東京エレクトロン テクノロジーソリューションズ - 韮崎市
- 三井金属ダイカスト - 韮崎市
- マルアイ - 西八代郡市川三郷町
- よっちゃん食品工業 - 中央市
- シャトレーゼホールディングス - 甲府市
- 旭食品 - 南巨摩郡富士川町
- テンヨ武田 - 甲府市
- はくばく - 南巨摩郡富士川町
- 桔梗屋 - 笛吹市
- 金精軒 - 北杜市
- 八ヶ岳ブルワリー（八ヶ岳ビール タッチダウン）- 北杜市

情報通信業
- 山梨放送 - 甲府市
- 山梨日日新聞社 - 甲府市
- 日本ネットワークサービス - 甲府市
- テレビ山梨 - 甲府市
- システムインナカゴミ - 中央市
- カトム - 富士吉田市
- o2c - 甲斐市

運輸業
- 山梨交通 - 甲府市
- 富士急行 - 富士吉田市
- 富士急バス - 南都留郡富士河口湖町
- 富士急山梨ハイヤー - 富士吉田市
- 身延登山鉄道 - 南巨摩郡身延町
- 富士五湖汽船 - 南都留郡富士河口湖町
- 富士汽船 - 南都留郡山中湖村
- 栄和交通 - 笛吹市
- 山梨中央交通 - 笛吹市
- 山梨峡北交通 - 北杜市

卸売業・小売業
- 山梨パナソニックシステム - 中巨摩郡昭和町
- 岡島 - 甲府市
- オギノ - 甲府市
- フカサワ - 甲府市
- DCMくろがねや - 甲府市

金融業
- 山梨中央銀行 - 甲府市

サービス業
- 山梨文化会館 - 甲府市
- ヴァンフォーレ山梨スポーツクラブ - 甲府市
- 富士急ハイランド - 富士吉田市
- 富士観光開発（富士桜高原麦酒） - 南都留郡富士河口湖町
- アミューズ - 南都留郡富士河口湖町

#### 拠点事業所を置く主要企業
- パナソニック スマートファクトリーソリューションズ甲府事業所 - 中巨摩郡昭和町
- 日立Astemo山梨第一工場・山梨第二工場 - 南アルプス市
- 横河電機甲府事業所 - 甲府市
- THK甲府工場 - 中央市
- TDK甲府工場 - 南アルプス市
- キヤノンファインテックニスカ増穂事業所 - 南巨摩郡富士川町
- 救心製薬山梨工場 - 韮崎市
- サッポロビールグランポレール勝沼ワイナリー - 甲州市
- メルシャン勝沼ワイナリー - 甲州市
- サントリー登美の丘ワイナリー - 甲斐市
- サントリー白州蒸溜所 - 北杜市
- NECプラットフォームズ大月事業所 - 大月市
- トヨタホーム山梨事業所 - 南アルプス市
- リコージャパン山梨支社 - 中央市

## 生活・交通

### 警察
- 山梨県警察

### 交通

#### 航空
山梨県内に空港は存在せず、隣接都県で旅客扱いを行う空港としては、信州まつもと空港（長野県）や羽田空港（東京都）、富士山静岡空港（静岡県）がある。
羽田空港や成田空港（千葉県）へは甲府駅および富士山駅・河口湖駅から、富士山静岡空港へは河口湖駅から空港連絡バスが運行しており、直接空港へ向かう公共交通機関が存在する。一方で信州まつもと空港へ直接アクセスできる交通機関はなく、松本駅で乗り継ぐ必要がある。なお、富士山静岡空港については中部横断自動車道の進捗次第で甲府駅からも空港連絡バスを運行する計画がある。
- 双葉滑空場（場外離着陸場）
  - 日本航空学園が運営管理している。軽飛行機などが利用するほか、山梨県消防防災航空隊のヘリポートとしても使用されている。

#### 鉄道
小海線を除いて、電化されている。
東日本旅客鉄道（JR東日本）
- 中央本線 
- 小海線

東海旅客鉄道（JR東海）
- 身延線 

富士山麓電気鉄道
- 富士急行線
※大月線と河口湖線の総称である。

なお、2024年3月16日に北陸新幹線の金沢駅（石川県）- 敦賀駅（福井県）間が開業したことで、中部地方の県で新幹線の路線が乗り入れていないのは山梨県のみとなった。

#### バス会社
| - 山梨交通（路線バス・高速バス） - 富士急グループ - 富士急バス（路線バス・高速バス） - 富士急モビリティ（路線バス・高速バス） - 富士急シティバス（高速バス） - 富士急静岡バス（路線バス・高速バス） - フジエクスプレス（高速バス） - 富士急行観光（高速バス） - 富士急山梨ハイヤー（路線バス） | その他（路線バス運行会社のみ） - 栄和交通（路線バス、笛吹・山梨・甲州地区） - 神奈川中央交通（路線バス、道志地区） - 西東京バス（路線バス、小菅・丹波山地区） - 茅ヶ岳観光バス（路線バス、韮崎地区） - 山梨峡北交通（路線バス、韮崎・北杜地区） |

県内バス輸送人員（年間）
- 2012年：695万4000人

※全国で2番目にバス利用者が少ない

#### 道路
高速道路・有料道路
- E20E68 中央自動車道
- E52 中部横断自動車道
- E68 東富士五湖道路
- 富士山有料道路（富士スバルライン）
- 雁坂トンネル有料道路

国道
- 国道20号（甲州街道）
- 国道52号
- 国道137号
- 国道138号
- 国道139号
- 国道140号
- 国道141号
- 国道300号
- 国道358号
- 国道411号
- 国道413号
- 国道469号

地域高規格道路
- 新山梨環状道路
- 西関東連絡道路（甲府山梨道路）

県道
「山梨県の県道一覧」を参照
その他の一般道路
- 平和通り
- 駿州往還
- 秩父往還
- 青梅街道
- 御坂みち
- 清里高原道路
- 精進ブルーライン
- 富士パノラマライン
- クリスタルライン（乙女高原）
- フルーツライン

### 医療・福祉
災害拠点病院
山梨県災害拠点病院
保育所
山梨県保育所一覧

### 教育
大学
- 国立
  - 山梨大学
- 公立
  - 山梨県立大学
  - 都留文科大学
- 私立
  - 昭和医科大学 富士吉田キャンパス
  - 帝京科学大学 東京西キャンパス
  - 身延山大学
  - 山梨英和大学
  - 山梨学院大学
  - 健康科学大学

通信制大学
- 私立
  - 放送大学 山梨学習センター

短期大学
- 公立
  - 大月短期大学
- 私立
  - 帝京学園短期大学
  - 山梨学院短期大学

専修学校
山梨県専修学校一覧
特別支援学校
山梨県特別支援学校一覧
高等学校
山梨県高等学校一覧
中学校
山梨県中学校一覧
小学校
山梨県小学校一覧
幼稚園
山梨県幼稚園一覧
その他教育機関
- 農業大学校
  - 山梨県立農業大学校
- 職業能力開発短期大学校
  - 山梨県立産業技術短期大学校

### マスメディア

#### 新聞
戦前には『山梨日日新聞』（以下は山日と表記）、『山梨毎日新聞』はじめ6紙が発行されていたが、第二次世界大戦中の新聞統制によって県内の諸紙は山日に統合される。戦後には数紙が創刊され、昭和40年代まで富士急行が大株主である『山梨時事新報』（山時）が山日と部数を競った。1969年（昭和44年）に富士急行が所有株式を売却すると山時は山日に吸収され、現在は、全国紙を除いて日刊紙は山日のみの状態となっている。全国紙は東京版が販売されており、県内ニュースを載せるページ（地方版・県版）を設けている新聞が多い。
- 山梨日日新聞（日刊）
- 山梨新報（週刊）

#### テレビ局
NHKのテレビ放送は1953年（昭和28年）に開始された。地理的条件のため、当初は受信契約数は少なく、NHK甲府放送局が1959年（昭和34年）に中継送信所を設置して以降から普及した。民間放送ではラジオ山梨が1959年（昭和34年）12月に送信所を設置してテレビ局を開設し、山梨放送（YBS、NNN/NNS系列）が開局。1968年（昭和43年）にUHF（極超短波放送）電波が割り当てられると、免許申請は一本化されて「山梨中央テレビ」として取得し、翌1969年（昭和44年）5月には株式会社テレビ山梨（UTY、JNN系列）が発足。そのため、民間テレビ放送局は2局しか無い。
山梨県は首都圏に属してながら、在京キー局の電波が郡内の一部を除き届かず、YBSとUTYの2局しか民間放送がない状態が長く続いている。そのため、ケーブルテレビに加入して、NNN系列のYBSとJNN系列のUTYに加えて、テレビ朝日、テレビ東京、フジテレビの番組を視聴する世帯が多い（2012年時点で約160,000世帯）。
山梨県の地上波テレビ・FMラジオの県域放送の親局及びYBSラジオのFM補完中継局のメイン送信所は、いずれも坊ヶ峰に設けられている。
- 山梨県内のテレビ局
  - NHK甲府放送局
    - 中部地方ではあるが、NHK放送センター=本局の管轄となる（山梨県では唯一の東京管轄の放送）ため、名古屋拠点放送局の管轄ではない。

  - 山梨放送（YBS）（NNN/NNS系列）
  - テレビ山梨（UTY）（JNN系列）
    - ※山梨県には、ANN系列局及びFNN/FNS系列局及びTXN系列局がないため、同県のANN系列局による報道取材はテレビ朝日甲府支局、同県のFNN系列局による報道取材はフジテレビ甲府支局が担当している。またTXN系列局による報道取材は、テレビ東京が駐在員を置いて対応する。また、民放局は通常時完全終夜放送を実施している。

#### ラジオ局
- AMラジオ局
  - 山梨放送（JRN・NRN系列）
  - NHK甲府放送局
- FMラジオ局
  - NHK甲府放送局
  - エフエム富士（FM FUJI）（独立局）
- コミュニティFM局
  - エフエム甲府（甲府市）
  - エフエム八ヶ岳（北杜市）
  - エフエムふじやま（富士河口湖町）
  - エフエム富士五湖（富士吉田市）

※本県は全国の都道府県で唯一、全国FM放送協議会(JFN)加盟の民放FM局がradikoの基本サービスで聴取不可。電波受信では、TOKYO FM、K-mix、FM長野が一部地域で受信可能。
※本県のコミュニティFM局は全局がミュージックバードの配信局。ネット配信では全局がJCBAインターネットサイマルラジオに参加している。

#### ケーブルテレビ
山梨県の有料ケーブルテレビ（自主放送）の世帯普及率は2022年（令和4年）1月時点で81.3%。普及率は減少傾向にあり、長らく全都道府県で1位であったが2010年代には徳島県、大阪府に抜かれている。
地上波の構成は、NHK甲府+地元民放2局と、テレビ朝日・テレビ東京・フジテレビ+独立局が基本である。かつてはBSアナログ放送も視聴できた。STBやCS放送は、別途オプション契約となる。
- 山梨県のケーブルテレビ局（参照）

## 文化・スポーツ

### 方言
- 国中方言：国中地方
- 郡内方言：郡内地方
- 奈良田方言：早川町奈良田

### 食文化
郷土料理

### 伝統工芸
経済産業大臣指定伝統的工芸品
- 甲州水晶貴石細工（石工品・貴石細工、1976年）
- 甲州印伝（その他工芸品、1987年）
- 甲州手彫印章（その他工芸品、2000年）

伝統工芸品

### スポーツ
- ヴァンフォーレ甲府（サッカー・日本プロサッカーリーグ 甲府市・韮崎市）
- FCふじざくら山梨（サッカー・日本女子サッカーリーグ 鳴沢村）
- 山梨クィーンビーズ（バスケットボール・バスケットボール女子日本リーグ 甲斐市）
- 山梨ファイアーウィンズ（野球・ルートインBCリーグ）

## 観光

### 有形文化財建造物
国宝
- 清白寺 - 仏殿
- 大善寺 - 本堂

重要伝統的建造物群保存地区
- 赤沢（早川町）
- 塩山下小田原上条（甲州市）

### 観光地
自然
- 富士山（富士吉田市、南都留郡鳴沢村）
- 昇仙峡
- 西沢渓谷
- 忍野八海
- 富士五湖
- 青木ヶ原
- 八ヶ岳
- 南アルプス
- 笹尾根（上野原市） - 日本山岳耐久レース(24時間以内)～長谷川恒男CUPの常設コース

神社・仏閣
- 身延山久遠寺
- 甲斐善光寺
- 金櫻神社
- 武田神社
- 武田八幡宮
- 酒折宮
- 恵林寺
- 浅間神社（笛吹市）
- 冨士山下宮小室浅間神社
- 冨士御室浅間神社
- 北口本宮冨士浅間神社
- 実際寺
- 天香山妙善寺

史跡
- 曽根丘陵
- 釈迦堂遺跡
- 躑躅ヶ崎館跡
- 甲府城址
- 新府城跡
- 岩殿城跡
- 猿橋
- 旧外川家住宅
- 小佐野家住宅

保養地など
- 石和温泉
- 信玄の湯 湯村温泉
- 下部温泉
- 清里高原
- 山梨県立考古博物館（甲府市）
- 山梨県立美術館・山梨県立文学館（甲府市）
- 山梨県立フラワーセンター ハイジの村（北杜市）
- 釈迦堂遺跡博物館（笛吹市）
- 山梨県笛吹川フルーツ公園（山梨市）
- 信玄公宝物館（甲州市）
- 清里北澤美術館（北杜市）
- 富士急ハイランド（富士吉田市）[56]

巨大樹（環境庁の巨大樹データベースに登録された。）
- 軍刀利神社のカツラ（上野原市） - 樹齢500年。県指定天然記念物[57]。(N0098)
- 三恵の大ケヤキ（中巨摩郡若草町） - 推定樹齢1000年。国指定天然記念物。(NB0006)
- 富士夫婦檜（富士吉田市） - 樹齢300年以上。別名：富士太郎杉。市指定天然記念物、富士山世界遺産構成資産（北口本宮冨士浅間神社）。
- 朝日小学校のアカメヤナギ（甲府市） - 樹齢100年以上。山梨県の巨樹・名木100選。
- 乙ヶ妻のシダレザクラ（山梨市） - 樹齢不明。山梨市指定天然記念物。
- 広瀬の大なら（山梨市） - 樹齢300年以上。市指定天然記念物。
- 山高の神代桜（北杜市） - 樹齢2500年。日本五大桜または三大巨桜の1つであり、国指定天然記念物[57]。(NB0001)

### 祭事
- 吉田の火祭（日本三奇祭の一つ）
- 信玄公祭り
- 神明の花火大会
- 南部の火祭り
- 一之瀬高橋の春駒
- 塩山の太鼓乗り
- 御坂町二ノ宮の太々神楽
- 下吉田の流鏑馬（山梨県指定無形民俗文化財）

## 対外関係
山梨県と米国アイオワ州は、1959年（昭和34年）の台風7号と伊勢湾台風の2つの台風による災害 に対して、アイオワ州から見舞いとして農畜産物を贈られたことから姉妹締結した。

## 人物

### 山梨県名誉県民
山梨県名誉県民の称号は、2015年（平成27年）12月10日に制定された山梨県名誉県民条例（平成15年12月10日山梨県条例第45号）に基づき、「社会の発展に卓絶した功績があり、県民が誇りとしてひとしく敬愛する者」へ贈られる（条例第1条）。対象者は「社会福祉の向上、文化の振興その他の社会の発展に広く貢献した者で、県内に居住し、又は居住していたもの」であり、山梨県知事が山梨県議会の同意を得て選定することが定められている（条例第2条）。名誉県民に選定された者には、山梨県名誉県民称号記及び山梨県名誉県民章が贈呈される（条例第3条）。山梨県出身者でノーベル生理学・医学賞を受賞した大村智を顕彰するために急遽制度が創設されたものである。
| 受賞者氏名   | 出身地       | 職業   | 選定年月日     | 選定理由                   | 備考     | 出典   |
| ------------ | ------------ | ------ | -------------- | -------------------------- | -------- | ------ |
| 大村智       | 韮崎市       | 化学者 | 2015年12月11日 | ノーベル生理学・医学賞受賞 |          | [ 61 ] |
| 稲葉清右衛門 | 茨城県筑西市 | 経営者 | 2022年3月23日  | ファナック初代社長         | 没後受賞 | [ 61 ] |

### 山梨県県民栄誉賞受賞者
山梨県県民栄誉賞は、1988年（昭和63年）3月11日に制定された山梨県県民栄誉賞表彰規則（昭和63年3月11日山梨県規則第4号）に基づき、「広く県民に敬愛され、社会に明るい希望を与え、山梨県の名を高めたもの」へ、山梨県知事から贈られる（規則第1条・第2条）。
1988年の橋本聖子を顕彰するために制度が創設されたが、その後は1991年に創設された「県イメージアップ大賞」に振り替えられたこともあり、受賞者はなかった。しかし2021年に開催された2020年東京オリンピックおよび2020年東京パラリンピックにおいて本県出身者が多く活躍したことから33年ぶりに県民栄誉賞の授与が行われた。
2020年東京オリンピック・パラリンピックまで個人のみが対象であったが、2022年にヴァンフォーレ甲府が団体として受賞している。
個人
| 受賞者氏名 | 出身地                      | 受賞時職業                                 | 選定年月日     | 選定理由                                                                          | 出典   |
| ---------- | --------------------------- | ------------------------------------------ | -------------- | --------------------------------------------------------------------------------- | ------ |
| 橋本聖子   | 北海道早来町 （現・安平町） | スピードスケート選手（富士急行）           | 1988年3月11日  | カルガリー冬季五輪スピードスケート女子5種目全入賞                                 | [ 65 ] |
| 乙黒拓斗   | 笛吹市                      | アマチュアレスリング選手（自衛隊体育学校） | 2021年10月11日 | 2020東京五輪フリースタイル65kg級金メダル                                          | [ 63 ] |
| 平野美宇   | 中央市                      | 卓球選手（日本生命）                       | 2021年10月14日 | 2020東京五輪女子卓球団体銀メダル                                                  | [ 63 ] |
| 文田健一郎 | 韮崎市                      | アマチュアレスリング選手（ミキハウス）     | 2021年12月13日 | 2020東京五輪グレコローマン60kg級銀メダル                                          | [ 63 ] |
| 鈴木徹     | 山梨市                      | 陸上選手（SMBC日興証券）                   | 2021年12月16日 | 2020年東京パラ男子走り高跳び（T44）4位 ※2000年シドニーパラから同競技6大会連続入賞 | [ 63 ] |

団体
| 受賞団体名         | 職種・カテゴリ | 活動拠点                             | 選定年月日     | 選定理由                                       | 出典   |
| ------------------ | -------------- | ------------------------------------ | -------------- | ---------------------------------------------- | ------ |
| ヴァンフォーレ甲府 | Jリーグチーム  | 甲府市・韮崎市を中心とした山梨県全域 | 2022年10月29日 | 天皇杯 JFA 第102回全日本サッカー選手権大会優勝 | [ 64 ] |